# Итака (Небраска)
Итака (енгл. Ithaca) град је у америчкој савезној држави Небраска.

## Демографија
По попису из 2010. године број становника је 148, што је 20 (-11,9%) становника мање него 2000. године.
| Група             | 2000.       | 2010.       |
| Белци             | 162 (96,4%) | 131 (88,5%) |
| Афроамериканци    | 0 (0,0%)    | 0 (0,0%)    |
| Азијати           | 0 (0,0%)    | 0 (0,0%)    |
| Хиспаноамериканци | 0 (0,0%)    | 12 (8,1%)   |
| Укупно            | 168         | 148         |